# Карабуџан
Карабуџан (тур. Karabudjan) шпанско-колумбијска је телевизијска серија, снимана 2010.
У Србији је 2016. приказивана на првом програму Радио-телевизије Србије.

## Синопсис
Дијего Салгадо је млади извршни директор велике маркетиншке компаније. Атрактиван је, амбициозан и има доста новца, али његова прошлост крије мрачну тајну.
Када најбоља другарица његове сестре нестане једне ноћи, мораће да се суочи са прошлошћу. Како би је пронашао, мораће да пропутује пола света и остави иза себе свет комфора и сигурности. Једина особа која му верује и која ће му помоћи у потрази је детективка Ана.

## Улоге
| Глумац:              | Улога:         |
| -------------------- | -------------- |
| Хуго Силва           | Дијего Салгадо |
| Марта Нијето         | Ана Муро       |
| Каролина Гомез       | Паула Санети   |
| Виктор Кавихо        | Дани           |
| Ектор Коломе         | Енрике Салгадо |
| Пере Брасо           | Адријан        |
| Лусија Гереро        | Марија Угарте  |
| Марта Герас          | Елена          |
| Назарет Аракил       | Силвија        |
| Дидијер Ван дер Хове | Роберто        |
| Миријам Де Лурдес    | Кармен         |
| Аделаида Бускато     | Алисија        |
| Дијего Пелаез        | Вилсон Кастро  |
| Стјуарт Гарзон       | Ерик Сантос    |